# Albert Ramberg
Albert Ramberg, född 21 januari 1885 Torsö församling, Skaraborgs län, död 28 maj 1958 i Karlstads församling, Värmlands län, var en svensk glasblåsare och riksdagsman (socialdemokrat).
Ramberg var från 1943 ledamot av riksdagens första kammare, invald i Värmlands läns valkrets. Han var också Värmlands läns landstings ordförande. Ramberg är begravd på Glava kyrkogård.